# Sigmund von Pölnitz
Hieronymus Christoph Franz Sigmund Maria Freiherr von Pölnitz (* 28. September 1901 in München; † 23. April 1978 in Bamberg) war ein deutscher katholischer Geistlicher, Domkapitular in Bamberg und Direktor des Diözesanmuseums Bamberg.

## Familie
Sigmund von Pölnitz stammte aus dem ursprünglich sächsisch-vogtländischen Adelsgeschlecht Pölnitz, das sich ab dem 17. Jahrhundert auch in Franken ansiedelte. Zu seinen Vorfahren gehörten der kursächsische Kanzler Bernhard von Pölnitz, der kurbrandenburgische Generalmajor Gerhard Bernhard von Pölnitz, der kursächsische Reichstagsgesandte Hans Georg von Pöllnitz und Karl Ludwig von Pöllnitz, ein Vertrauter von König Friedrich II.
Er war das zweite von vier Kindern aus der Ehe von Maximilian von Pölnitz (1862–1936) und Gisela, geborene Gräfin von Gatterburg, Freiin auf Retz (1869–1914). Einer seiner Brüder war der Historiker Götz Freiherr von Pölnitz. 1963 adoptierte er den Sohn seiner Schwester, Winfrid von und zu Egloffstein.

## Leben
Pölnitz besuchte 1915/18 die Pagerie in München, war 1919/20 Zögling des Julianums und legte am Gymnasium in Würzburg sein Abitur ab. Er studierte an der Ludwig-Maximilians-Universität München. Als Student wurde er Mitglied der katholischen Studentenverbindung Rheno-Bavaria München im KV. Sein Studium schloss er mit der Promotion zum Dr. theol. et Dr. phil. ab. 1924 trat er in die Benediktinerabtei St. Bonifaz in München ein und erhielt den Ordensnamen Winfrid'. Im Freisinger Dom empfing er 1928 die Priesterweihe.
1938 verließ er aus gesundheitlichen Gründen den Orden und wurde als Weltpriester im Erzbistum Bamberg inkardiniert. 1944 bis 1948 war von Pölnitz zuerst Pfarrverweser, dann Stadtpfarrer von Höchstadt an der Aisch. 1948 bis 1958 war er Stadtpfarrer der Pfarrei Herz Jesu in Erlangen. Von ihm stammt eine Initiative zur Errichtung der Bubenreuther Geigenbauersiedlung. 1952 wurde ihm der Titel eines Erzbischöflichen Geistlichen Rats verliehen. Am 4. September 1958 wurde er zum Domkapitular des Bistums Bamberg ernannt.
In Bamberg war er erster Vorsitzender des Diözesancaritasverbandes, Mitglied der Liturgischen Kommission, Referent für Archivpflege, für Film, Funk und Fernsehen, Diözesanpilgerführer, Prosynodalrichter des Erzbischöflichen Offizialates (1958), Promotor iustitiae (1959), Geistlicher Leiter des St.-Heinrich-Blattes, Leiter des St.-Otto-Verlages (1968), Summus Custos des Hohen Domes (1970), erster Direktor des Diözesanmuseums Bamberg – als Kirchenhistoriker wurde er mit dessen Aufbau betraut und war Direktor der Maria-Hilf-Anstalt zu Bamberg. 1964 wurde ihm durch Papst Paul VI. der Titel Päpstlicher Hausprälat verliehen. 1959 bis 1974 war er Mitglied des Verwaltungsrats des Germanischen Nationalmuseums Nürnberg. 1966 wurde er zum Honorarprofessur für religiöse Volkskunde an der Philosophisch-Theologischen Hochschule Bamberg ernannt.
Bestattet wurde Domkapitular von Pölnitz auf dem Familienfriedhof unweit des Schlosses Hundshaupten.

## Ehrungen und Auszeichnungen
- Ehrenbürger der Stadt Höchstadt an der Aisch
- Bayerischen Verdienstordens
- Bamberger Goldene Bürgermedaille
- Altenburgmedaille

## Schriften
- Ludwig I. von Bayern und Johann Martin von Wagner. Scientia-Verlag 1974.